# Nikolai Solovyov
Nikolai Solovyov (em russo:  Николай Николаевич Соловьёв, Rodniki, Ivanovo, 12 de julho de 1931 — São Petersburgo, 15 de novembro de 2007) foi um lutador de luta greco-romana russo.

## Carreira
Foi vencedor da medalha de ouro na categoria até 52 kg em Melbourne 1956.